# Maksym Averin
Maksym Oleksandrovitsj Averin (Oekraïens: Максим Олександрович Аварін) (Lviv, 28 november 1985) is een Azerbeidzjaans voormalig wielrenner die tot 2017 reed voor Synergy Baku Cycling Project. Hij is de zoon van voormalig wielrenner Aleksandr Averin.

## Carrière
Tot juli 2014 reed hij met een Oekraïense licentie, sindsdien met een Azerbeidzjaanse; de nationaliteit van zijn vader.
In 2016 nam Averin deel aan de wegwedstrijd op de Olympische Spelen in Rio de Janeiro, maar reed deze niet uit.
Op 13 april 2017 maakte de UCI bekend dat Averin bij een dopingcontrole positief heeft getest op het middel meldonium. Ruim een maand later werd hij voor vijftien maanden geschorst en werden al zijn resultaten sinds zijn positieve test geschrapt.

## Overwinningen
2013
4e etappe Ronde van China I
2014
Trofej Poreč
2015
 Azerbeidzjaans kampioen tijdrijden, Elite
 Azerbeidzjaans kampioen op de weg, Elite
2e etappe Ronde van Slowakije
2016
2e etappe Ronde van Azerbeidzjan
 Azerbeidzjaans kampioen op de weg, Elite

## Resultaten in voornaamste wedstrijden
|      | \| Jaar \| \| WK op de weg \| \| ---- \| \| ------------ \| \| 2016 \| \| opgave \| |              |
| Jaar |                                                                                     | WK op de weg |
| 2016 |                                                                                     | opgave       |

## Ploegen
- 2004 –  Lokomotiv
- 2012 –  Amore & Vita (vanaf 1-4)
- 2013 –  Atlas Personal-Jakroo
- 2014 –  Synergy Baku Cycling Project
- 2015 –  Synergy Baku Cycling Project
- 2016 –  Synergy Baku Cycling Project
- 2017 –  Synergy Baku Cycling Project (tot 24-05)

Asanov · Averin · Brammeier · Cəbrayılov · Davison · Eibegger · İlyasov · İsgəndərov · İsmayılov · Ələkbərov · Əsədov · Klemme · Lane · Lavery · McConvey · C. Schweizer · M. Schweizer · Sokol · Soeroetkovytsj · Walker
Asanov · Averin · Jabrayilov · Eibegger · Ilyasov · Isgenderov · İsmayılov · Əlizadə · Asadov · Mugerli · Pliușchin · Soeroetkovytsj · Tamouridis · van Winden
Asanov · Averin · Cəbrayılov · İlyasov · Əlizadə · Əsədov · Kvasina · Qəhrəmanlı · Məmmədov · Mugerli · Pozdnijakov · Rumac · Soeroetkovytsj · Tamouridis
Asanov · Averin · Cəbrayılov · İlyasov · Əlizadə · Əsədov · Məmmədov · Mikayılzadə · Pozdnjakov · Qəhrəmanlı · Rumac